# Floccus
floccus (flo) (łac. kosmyk, włókno, kłaczek wełny) – gatunek, w którym każdy człon chmury jest małym kłębiastym kłaczkiem; dolna część kłaczka jest mniej lub bardziej postrzępiona i często towarzyszy jej virga.
Określenie to odnosi się do chmur Altocumulus, Cirrocumulus, Cirrus i Stratocumulus.